# Газополуменеве напилювання

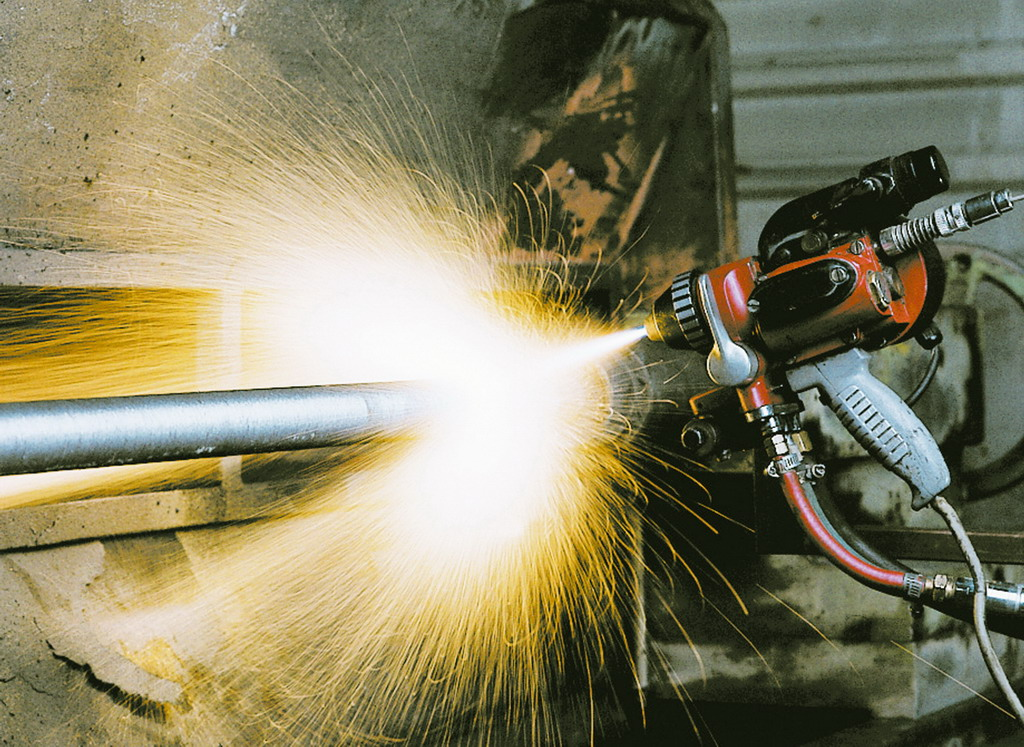
Газополуменеве напилення

Газополуме́неве напи́лювання — газотермічне напилювання, під час якого використовується струмінь продуктів згорання суміші газів, які спалюються за допомогою пальника. Покриття, отримане цим методом носить назву газополуменеве покриття.

## Основні принципи
У процесі газополуменевого напилення металевий або полімерний порошковий, дротяний або шнуровий матеріал подається у полум'я ацетилен-кисневого або пропан-кисневого пальника, розплавляється і переноситься стисненим повітрям на поверхню виробу, де, остигаючи, формує покриття. Метод простий в освоєнні і застосуванні, може застосовуватися як в ручному, так і в автоматизованому режимах.
Температура струменя продуктів згоряння для ацетилен-кисневої суміші становить 3200 °С, пропан-бутан-кисневої — 2600 °С. Швидкість частинок напилюваного матеріалу знаходиться в межах 20…80 м/с.
Удосконалення способу газополуменевого напилення відбувається в напрямку підвищення швидкості продуктів горіння шляхом удосконалення конструкцій пальників. 

## Переваги та недоліки методу
Газополуменеве напилення характеризується наступними перевагами: 
- можливістю отримання покриттів товщиною до 10 мм (доцільна товщина від 0,5 до 5,0 мм);
- високою продуктивністю процесу (до 10 кг/год);
- відносно малою тепловою дією на основу (у межах 150...350 °С), що дозволяє наносити покриття на поверхні великого асортименту матеріалів, включаючи пластмасу;
- можливістю регулювання складу пальної суміші, яка подається у пальник;
- гнучкістю технологічного процесу та високою мобільністю обладнання, що дозволяє наносити покриття на деталі практично без обмежень їх розмірів, а в деяких випадках виконувати напилення на місці без демонтажу деталей;
- відносно низьким рівнем шуму та випромінювання;
- можливістю автоматизації процесу та встановлення в автоматичні лінії .

Основними недоліками газополуменевого способу нанесення покриттів є:
- недостатня міцність зчеплення покриття з основою (5...45 МПа) при випробуванні на нормальний відрив;
- наявність пористості (в межах 5...25%);
- невисокий коефіцієнт використання енергії газополуменевого струменя на нагрівання порошкового матеріалу (2...12%).

## Використання
За допомогою газополуменевого напилення наносять зносостійкі і корозійно-стійкі покриття із залізних, нікелевих, мідних, алюмінієвих, цинкових сплавів, бабітові покриття підшипників ковзання, електропровідні покриття, електроізоляційні покриття, декоративні покриття.
В авторемонтному виробництві газополуменеве напилення застосовують для відновлення шийок валів, виготовлених з низько-, середньовуглецевих та нелегованих сталей, опор корінних підшипників блока циліндрів тощо. Широко застосовується для відновлення геометрії деталей насосно-компресорного устаткування, кришок і валів електродвигунів, нестандартного обладнання.
Покриття, отримані газополуменевим напиленням, можуть оброблятися різанням або шліфуванням.